# Efstratios Grivas
Efstratios Grivas (Aigio, 30 marzo 1966) è uno scacchista greco, Grande maestro.
Cominciò a giocare a scacchi a 12 anni e a 15 vinse il campionato greco dei cadetti. Negli anni 1980 fu allenato da diversi forti grandi maestri, tra cui il bulgaro Nikolaj Minev e l'ucraino Juchym Heller.
Vinse due volte il Campionato greco: nel 1983, all'età di 17 anni, e nel 1996.
Dal 1984 al 1996 partecipò a sette Olimpiadi con la nazionale greca. Alle olimpiadi di Ėlista 1988 vinse la medaglia d'argento in terza scacchiera. Questa rimane fino a oggi (2012) l'unica medaglia vinta dalla Grecia nelle olimpiadi degli scacchi.
Nel Campionato europeo a squadre del 1989 vinse la medaglia d'oro individuale in terza scacchiera. Tra le vittorie in torneo quella nell'open di Monaco 1987  (320 partecipanti) e nell'open di Cap d'Agde 1983.
Prende il suo nome la "variante Grivas" della difesa Siciliana:
1. e4 c5 2. Cf3 d6 3. d4 cxd4 4. Cxd4 Db6
Ha scritto numerosi libri di scacchi, tra cui:
- A Complete Guide to the Grivas Sicilian, Gambit Publications, 2005
- Beating the Fianchetto Defences, Gambit Publications, 2006
- Chess College 1: Strategy, Gambit Publications, 2006
- Chess College 2: Pawn Play, Gambit Publications, 2006
- Chess College 3: Technique
- Modern Chess Planning, Gambit Publications, 2007
- Practical Endgame Play - mastering the basics, Everyman Chess, 2008